# مزرعة فرجينة
مزرعة فرجينة (بالفارسية: مزرعه فرجينه) هي منطقة سكنية تقع في فارس في إيران.